# Lampeia adamsi
Lampeia adamsi är en musselart som först beskrevs av Henry Dunlap MacGinitie 1959.  Lampeia adamsi ingår i släktet Lampeia och familjen Thraciidae. Inga underarter finns listade i Catalogue of Life.